# Ocnerosthenus kneuckeri
Ocnerosthenus kneuckeri är en insektsart som först beskrevs av Krauss 1909.  Ocnerosthenus kneuckeri ingår i släktet Ocnerosthenus och familjen Pamphagidae. Inga underarter finns listade i Catalogue of Life.